# August Thyssen-Hütte

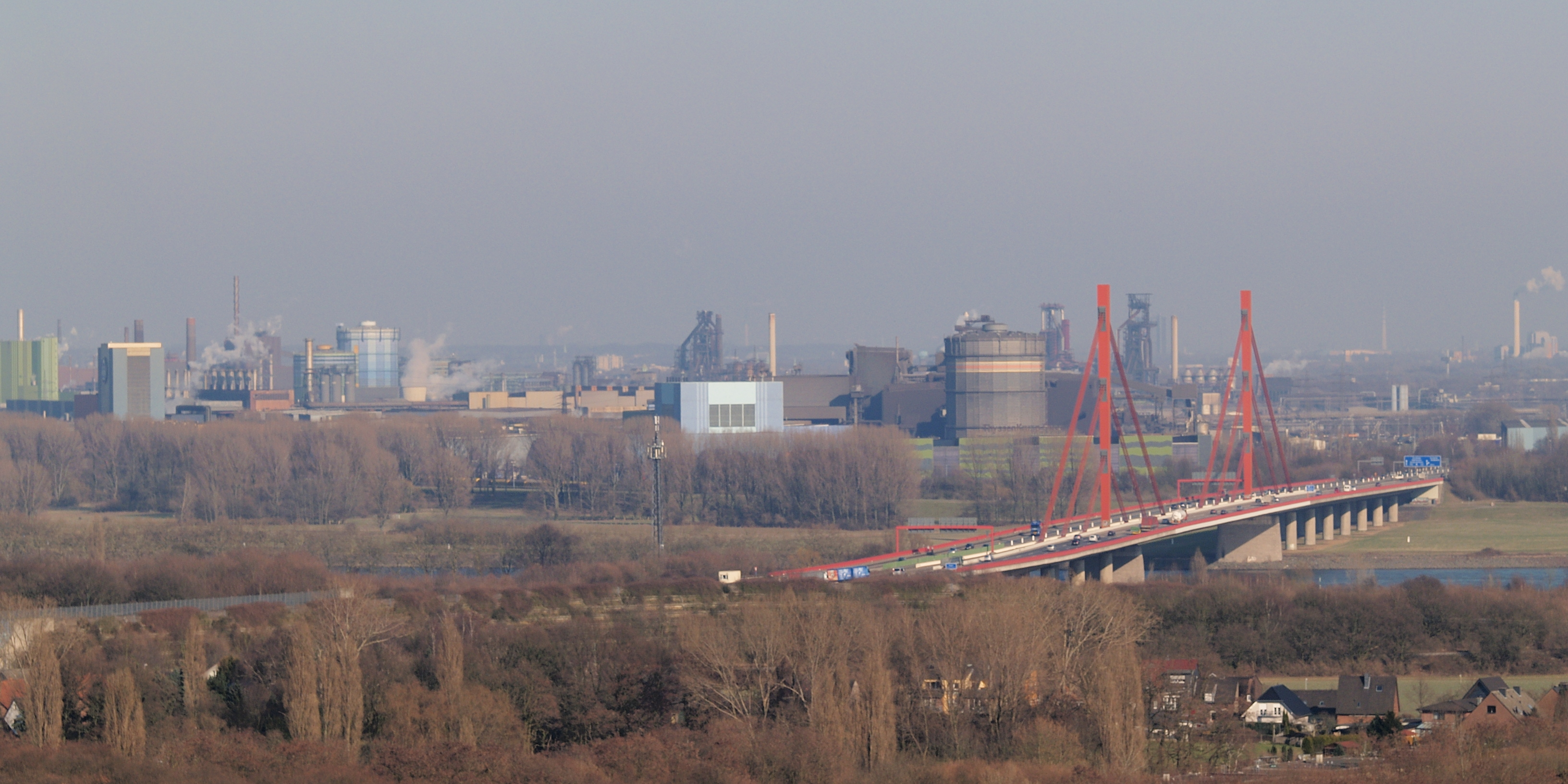
Werksanlagen der August Thyssen-Hütte in Bruckhausen im Jahre 2010 (heute: Thyssenkrupp Steel), gesehen von der Halde Rheinpreußen in Moers

Die August Thyssen-Hütte AG war von 1919 bis zur Einbringung in die Vereinigten Stahlwerke 1926 ein Montankonzern im thyssen'schen Firmenimperium, der aus dem Hüttenwerk Bruckhausen (historisch auch Hüttenwerk Hamborn oder schlicht Thyssen-Hütte genannt) sowie dem Walzwerk Deutscher Kaiser in Dinslaken bestand. Sie ging aus der Gewerkschaft Deutscher Kaiser hervor. Die Bruckhauser Hütte wurde zuvor durch August Thyssen ab 1889 errichtet.
1934 wurde sie als Betriebsgesellschaft der Vereinigten Stahlwerke AG wieder gegründet, in die die Duisburger Hütten der Vestag eingebracht wurden. Ab Dezember 1936 beteiligte sich die Gesellschaft als Gründungsmitglied an der Gelsenberg-Benzin AG, die ab 1939 synthetische Kraftstoffe aus Steinkohle herstellte.
Nach der Entflechtung der Vereinigten Stahlwerke verblieb bei der August Thyssen-Hütte AG (ATH) nur noch die Bruckhauser Hütte. 1953 wurde sie aus den Vereinigten Stahlwerken schließlich herausgegliedert. Nach der Übernahme von verschiedenen Stahlunternehmen wie der Phoenix-Rheinrohr (1965), der Hüttenwerk Oberhausen (1968) und u. a. der Rheinstahl (1973) stieg die ATH zum größten Stahlunternehmen Deutschlands auf und änderte ihren Namen 1977 in Thyssen AG.
Die August Thyssen-Hütte war dann ab 1983 das Hauptwerk der Thyssen Stahl AG und ist noch heute das Stammwerk der Stahlsparte des Thyssenkrupp-Konzerns. Es ist das größte integrierte Hüttenwerk in Europa. Sie hat sich heute auf die Produktion von Qualitätsflachstahl-Produkten spezialisiert.
Ende 2020 nahm der Regionalverband Ruhr die August Thyssen-Hütte (heute: Stahlwerk Duisburg-Nord) in die Route der Industriekultur, Themenroute 27: Eisen & Stahl auf.

## Geschichte

### Gründung bis zum Ersten Weltkrieg
Im Frühjahr 1889 begann August Thyssen, Gelände nahe dem Rhein in der Bauerschaft Bruckhausen zu erwerben – insgesamt 122 Hektar. Bereits im Sommer desselben Jahres wurde nach der Gründung der Gewerkschaft Deutscher Kaiser begonnen, ein Stahl- und Walzwerk zu errichten, das über den Hafen Alsum an den Rhein angebunden war. Der erste Abstich der zunächst sechs basisch zugestellten Siemens-Martin-Öfen am 17. Dezember 1891 gilt als eigentlicher Beginn der Hütte Bruckhausen. Im nördlich des Stahlwerkes gelegenen Walzwerk wurden von Januar 1892 bis Juni 1894 sukzessive fünf Walzstraßen in Betrieb genommen. Der Beschluss zum Bau der Hütte war inmitten einer Hochkonjunkturphase gefallen, die Fertigstellung jedoch in eine Konjunkturschwäche. Dennoch wurde 1895 mit dem Bau eines Thomas-Stahlwerkes mit vier 16-t-Konvertern begonnen, da das Thomas-Patent 1884 ausgelaufen war. Die erste Thomas-Charge wurde am 20. Juli 1897 erblasen, 1898 erreichte man bereits eine Jahresproduktion von 179.000 Tonnen. Fast gleichzeitig mit dem Bau des Thomaswerkes wurde der 1886 begonnene erste Hochofen am 17. Juli 1897 in Betrieb genommen. Die neue Unabhängigkeit von externen Lieferanten und die gute Konjunktur führten dazu, dass 1897, 1899, 1900 und 1901 weitere Hochöfen in Betrieb genommen werden konnten. Der Koks wurde seit 1895 in einer eigenen Hüttenkokerei erzeugt, an die auch direkt eine Kohlenwertstoffanlage angegliedert wurde.

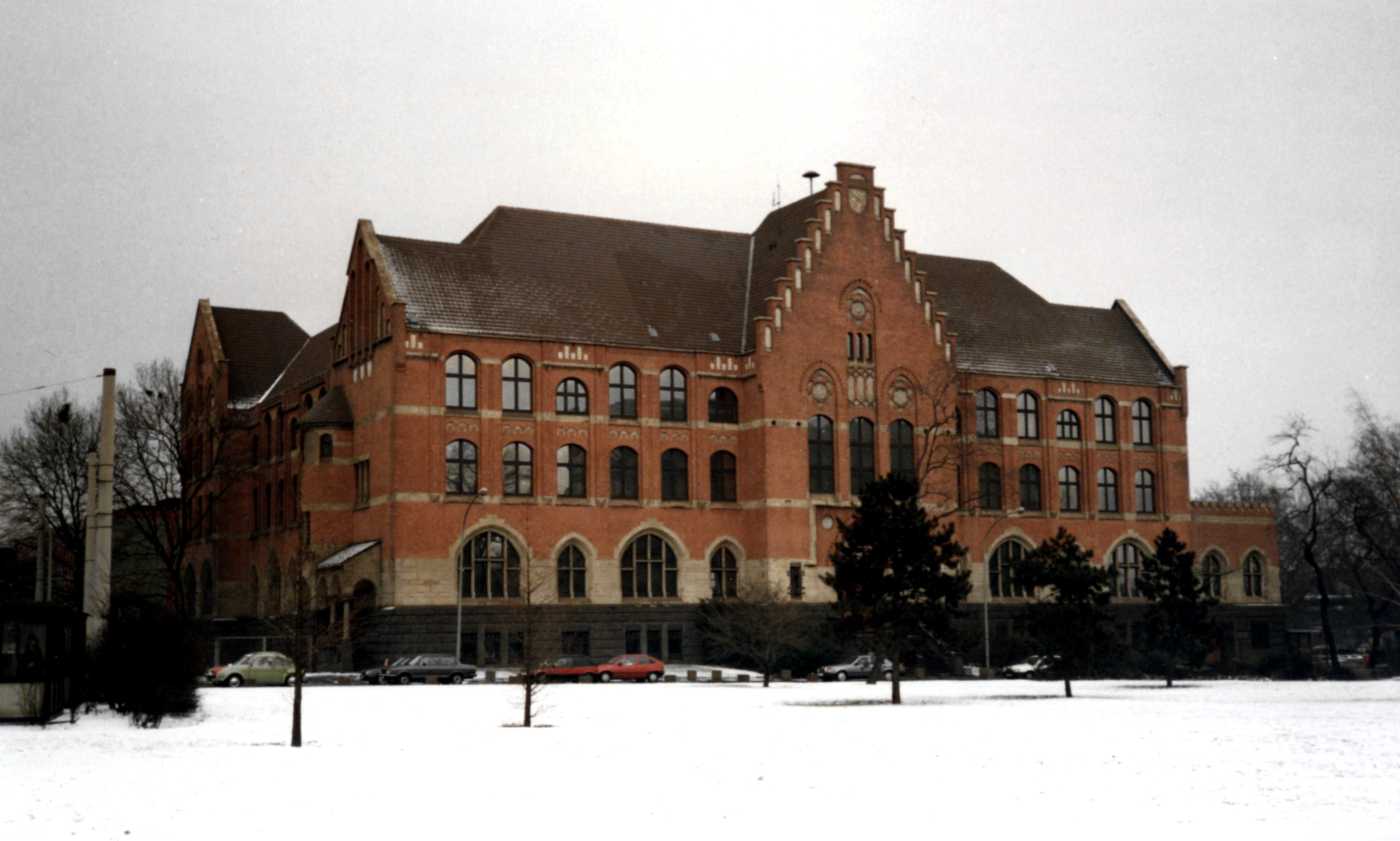
Die 1904 gebaute Hauptverwaltung der GDK, später August Thyssen-Hütte AG, bis 1963 als Hauptverwaltung genutzt (Foto: 1991)

Das Walzwerk in Dinslaken in unmittelbarer Nähe des Bahnhofs wurde ab April 1897 erbaut. In der noch offenen Walzhalle ging das Werk am 1. Januar 1898 in Betrieb. Es diente im Wesentlichen zur Verfeinerung – also der Erzeugung von Bandeisen und Walzdraht sowie ab 1899 auch als Kaltwalzwerk. Bis etwa 1920 wurde das Werk um eine Stahlflaschenfabrik, ein Röhrenwerk und – darauf aufbauend – eine Produktionsstätte zur Herstellung von Masten aus Stahlrohren erweitert.
Aufgrund der Auslastung der Hochöfen in Bruckhausen – die ausschließlich für das Thomas-Werk produzierten – beschloss Thyssen den Bau eines weiteren Hochofenwerkes zur Versorgung der SM-Werke in Styrum und Bruckhausen in Hamborn. Aufgrund behördlicher Probleme wurde der Hüttenbetrieb Meiderich mit drei modernen Hochöfen allerdings erst 1901 begonnen und 1903 in Betrieb genommen. Bis 1908 konnten noch zwei weitere Hochöfen in Betrieb genommen werden. Das Werk wurde nicht der GDK angeschlossen, sondern firmierte als eigenständiges Unternehmen „Aktiengesellschaft für Hüttenbetrieb“.
1904 beteiligte sich August Thyssen an der Gelsenkirchener Bergwerks-AG, über die er mit dem Wechsel ins Jahr 1905 einen Interessenverband mit dem Schalker Verein und dem Aachener Hütten-Aktienverein erreichte – praktisch eine Fusion, die 1907 auch formal realisiert wurde. Aufgrund der Konkurrenzsituation zu Emil Kirdorf zogen sich August und Fritz Thyssen bis 1909 aber wieder aus der Beteiligung an der GBAG zurück.
Ab 1908 wurde in Bruckhausen mit dem Bau einer Kraftzentrale mit Großgasmaschinen begonnen, eine intensive Verbundwirtschaft zu betreiben, die die optimale Nutzung der Hochofen- und Koksgase zur Stromerzeugung sicherstellte. Auch mit benachbarten Städten wie Hamborn, Dinslaken, Oberhausen und Mülheim wurden in der Folgezeit Gaslieferverträge geschlossen.
1914 konnte das im Jahre 1911 begonnene neue Thomaswerk mit anfangs drei 30-Tonnen-Konvertern den Betrieb aufnehmen, bis 1911 wurden außerdem vier weitere Siemens-Martin-Öfen mit zusammen 130 Tonnen Kapazität in Betrieb genommen. Im selben Zeitfenster – 1910 – nahm der erste Elektro-Ofen in Bruckhausen den Betrieb auf, um auch hochlegierte Edelstähle herstellen zu können. Bereits 1912/1913 wurde die Elektrostahl-Kapazität mit einem weiteren 25-Tonnen-Ofen beträchtlich erweitert.
Außer der Erweiterung der flüssigen Phase wurde in Richtung Marxloh der Bau eines neuen Walzwerkes begonnen (Walzwerk II), das durch einen Tunnel mit dem bisherigen Hüttenbetrieb verbunden war. Die Walzstraßen für Feinblech, Stabeisen und Feineisen nahmen nach einer wegen des morastigen Bodens kostspieligen Bauphase im Laufe der Jahre 1911–1914 den Betrieb auf.
Da der Hafen Alsum mittlerweile zu klein geworden war und durch behördliche Auflagen beschränkt wurde rheinabwärts in Schwelgern ein neuer Hafen errichtet, der 1905 den Betrieb aufnahm. Von 1903 bis 1913 stieg der Umschlag über beide Häfen zusammen von 1,3 auf 4,3 Millionen Tonnen. Der mit dem Anstieg des Güterumschlages verbundene Ausbau des Werksbahnnetzes führte dazu, dass die betriebseigene Bahnwerkstatt soweit vergrößert wurde, dass auch externe Kunden mit Waggons beliefert werden konnten.

### Zwischenkriegszeit
Nach dem Ersten Weltkrieg wurde 1919 die Gewerkschaft Deutscher Kaiser aufgeteilt, um die Steinkohleförderung und die Stahlproduktion und -verarbeitung in unterschiedlichen Gesellschaften zu konzentrieren. Der Bergbau wurde in die Gewerkschaft Friedrich Thyssen überführt, während die Stahlproduktion mit den Werken Bruckhausen und Dinslaken nun in der neuen August Thyssen-Hütte AG vereint wurde. August Thyssen strebte in dieser Zeit danach, sein verloren gegangenes Werk in Hagendingen in Lothringen zu ersetzen (Stahlwerk Thyssen AG), die vom französischen Staat beschlagnahmt wurde, und ließ daher die Hütte in Bruckhausen ausbauen.

Teilschuldverschreibung über 500 RM der August Thyssen-Hütte AG vom Dezember 1937

So wurde zwischen 1922 und 1925 die alte Kokerei komplett durch eine neue ersetzt, die von der H. Koppers AG gebaut wurde. Ebenso wurde mit der Erweiterung der Hochofenanlage begonnen. Des Weiteren wurden 1921 die Gas- und Wasserwerke als Thyssensche Gas- und Wasserwerke GmbH ausgegliedert, die heutige Thyssengas. Angesichts der großen wirtschaftlichen Schwierigkeiten durch die Verwerfungen des Krieges begann man schon bald in der Stahlindustrie, Überlegungen anzustellen, wie man Rationalisierungen für weitere Kosteneinsparungen eingehen könnte. Ebenso sorgten auch weltweite Überkapazitäten für einen Preisverfall und Absatzschwierigkeiten der deutschen Hütten. Daher beteiligten sich August und sein Sohn Fritz Thyssen an Gesprächen mit anderen Montankonzernen an der Ruhr, um eine gemeinsame Stahlgesellschaft zu gründen. Die Gespräche mündeten schließlich in der Gründung der Vereinigten Stahlwerke AG (Vestag). In diese wurde die August Thyssen-Hütte und das Bandstahlwalzwerk Dinslaken eingegliedert.
Innerhalb der Vestag konzentrierte sich Thyssen-Hütte nun auf die Produktion von schweren Erzeugnissen wie Profilen, Schienen und Trägern, die Drahtstraße und die Feinblechstraße wurde bspw. vorübergehend stillgelegt, während 1927 im Thomaswerk ein weiterer siebter Konverter mit 42 t Fassungsvermögen in Betrieb genommen wurde. 1928 wurde Hochofen 8 angeblasen, sie war mit einem Gestelldurchmesser von 6,5 m eine Ausnahmeerscheinung in Europa, ein Gigant seiner Zeit. 1929 wurde auch eine neue Thomasschlackenmühle in Betrieb genommen.
Um den Produktionsfluss rationeller zu gestalten, wurden schon bald innerhalb der Vestag zusammengehörige Betriebseinheiten in Tochtergesellschaften organisiert. Daher wurden 1934 die Hütten im Duisburger Raum in der August Thyssen-Hütte AG als Tochtergesellschaft der Vestag zusammengefasst; die Thyssen-Hütte als größte und leistungsfähigste Hütte nahm hier eine Führungsposition ein. Ebenfalls eingegliedert in das Unternehmen wurde der Hüttenbetrieb Meiderich (jedoch ohne die Gießerei), die Hütte Vulkan in Hochfeld und die Hütte Ruhrort-Meiderich. Das Werk in Dinslaken wurde in die Bandeisenwerke AG, das Röhren- und Stahlflaschenwerk dort in die Deutsche Röhrenwerke AG eingegliedert. 1935 wurde auch ein neuer Elektroofen in Betrieb genommen. Die Thyssen-Hütte stand nun an der Spitze der europäischen Hüttenwerke und produzierte 1938 mit etwa 12.300 Mitarbeitern 2,3 Mio. t Rohstahl, eine Höchstleistung seiner Zeit.
Das Werk in Dinslaken wurde 1937 um ein Warmbreitbandwalzwerk ergänzt – diese neue Technik der Bandstahl-Produktion kam in den 1930er Jahren auf – die Walzengerüste und deren Zubehör lieferte die Fa. DEMAG. Aufgestellt wurde die neue Walzstraße in der Halle des in der Weltwirtschaftskrise stillgelegten Pilgerschrittröhren-Walzwerks. Mit der neuen Warmbandstraße sowie einem bis 1944 neu gebauten und noch im Bau modernisierten Kaltbandwalzwerk samt der dazu gehörigen Verfeinerungsanlagen (Verzinnerei, Beize) war das Dinslakener Walzwerk das modernste Europas. Wohl auch deshalb wurde es im II. Weltkrieg weitgehend verschont, um 1946 fast komplett demontiert und nach Magnetogorski im Ural abtransportiert zu werden. Dort befand sich eins der größten Schwermaschinenkombinate der ehemaligen UdSSR.
Während des Zweiten Weltkriegs wurde in Bruckhausen ebenfalls auf Kriegswirtschaft umgestellt. Nach einer Produktionsentwicklung, die sich parallel zu den militärischen Erfolgen der Nazis bis 1941 vollzog, geriet die Hütte ab 1942/43 in erhebliche kriegsbedingte Schwierigkeiten, zumal auch die Zufuhr von Auslandserzen immer schwieriger wurde und auch durch die zunehmende Invisiernahme der Infrastruktur durch die Alliierten die Zufuhr deutscher Erze zurückging. Bis Mitte 1944 konnte die Produktion einigermaßen aufrechterhalten werden, obwohl die Luftangriffe stetig zunahmen. Bei einem Großangriff am 14./15. Oktober 1944 kam die Produktion erstmals größtenteils zum Erliegen. Der Zusammenbruch des innerdeutschen Transportsystems führte in den nächsten Monaten schließlich zum Einbruch der Produktion. Bei einem weiteren Großangriff in den Abendstunden des 22. Januar 1945 wurde die Hütte nun vollständig produktionsunfähig gemacht. Noch während der Reparaturarbeiten überschritten die Alliierten schließlich am 24. März den Rhein, am 25. März wurde die Hütte besetzt.

### Zeit bis zur Übernahme der Rheinstahl AG
Nach dem Krieg wurden dem Willen der Alliierten nach die deutschen Großkonzerne „entflochten“: Es sollte keine große Machtkonzentration der Unternehmen mehr bestehen, die zumeist eine große Fertigungsbreite aufwiesen und daher auch großen Einfluss auf die Politik ausübten. Dies entstand auch unter dem Eindruck der Unterstützung der Nationalsozialisten durch Fritz Thyssen und anderer Großindustrieller in der Weimarer Zeit. Daher wurden die Vereinigten Stahlwerke aufgelöst und die einzelnen Werke und Fertigungsbereiche als eigenständige Unternehmen ausgegliedert, daher verblieb nur noch die Hamborner Hütte bei der August Thyssen-Hütte AG. Nach dem Willen der Alliierten sollte dabei die Hamborner Hütte als Standort der Eisenindustrie größtenteils aufgegeben und demontiert werden, ebenso war auch das Werk Dinslaken betroffen (s. oben), auch die Hütte Vulkan wurde komplett demontiert. Daher erhielt die Thyssen-Hütte zunächst auch keine Produktionsgenehmigung. Am 27. Februar 1948 wurde die Hütte endgültig zur Demontage freigegeben. Demontiert wurde ein Hochofen (von insgesamt acht Hochöfen), drei Stahlwerke (von vier); vom Siemens-Martin-Stahlwerk II blieben nur noch einige Öfen erhalten. Am stärksten waren die Walzstraßen betroffen, die drei Blockstraßen, sechs Fertigstraßen sowie das Feinblechwalzwerk wurden allesamt demontiert. Übrig blieben nur noch zwei Fertigstraßen, darunter die Schienen- und Formstahlstraße. Die Gebäude, Hallen, Kräne, Verkehrsanlagen, Gießereieinrichtungen und ein Teil der Kraftanlagen blieben von der Demontage verschont, hatten jedoch z. T. erhebliche Kriegsschäden. Erst mit dem Petersberger Abkommen im November 1949 kam es zum Ende der Demontagen auf der Thyssen-Hütte. 1953 wurde die August Thyssen-Hütte AG (ATH) schließlich aus den Vereinigten Stahlwerken herausgegliedert.
Der Wiederaufbau begann ab 1951. Es wurde ein langfristiger Gesamtplan für den Wiederaufbau erstellt, der eine Erhöhung der Rohstahlproduktion auf 1,4 Mio. t pro Jahr und den Wiederausbau der Walzstahlkapazitäten vorsah. So wurden 1951 und 1952 vier Hochöfen wieder angeblasen und drei Siemens-Martin-Öfen wieder in Betrieb genommen, 1953 wurden drei Thomaskonverter, eine schwere Halbzeug- und Profilstraße und die Blockstraße I in Betrieb genommen. 1951 betrug die Belegschaft 2.200 Mann; man produzierte nur 600.000 t Roheisen und 117.000 t SM-Stahl, die Produktion von Thomasstahl war zunächst verboten worden. 1954 wurde ein weiterer Thomaskonverter, ein Siemens-Martin-Ofen und ein Mitteleisenwalzwerk (für mittlere Profile) in Betrieb genommen, 1955 erfolgte schließlich als erste deutsche Hütte die Inbetriebnahme eines modernen Warmbreitband-Walzwerks, bis heute das Hauptabsatzprodukt der Hütte. Der Produktionsschwerpunkt der Hütte verlagerte sich hiermit zum ersten Mal zur Flachstahlseite, auch, weil mit der Demontage des Dinslakener Breitbandwalzwerks die Flachstahlproduktion dort weggefallen war. Bei der Eröffnung war auch Bundeskanzler Konrad Adenauer anwesend. Entscheidenden Anteil am Wiederaufbau der Hütte zu dieser Zeit hatte auch Aufsichtsratsvorsitzender Robert Pferdmenges.

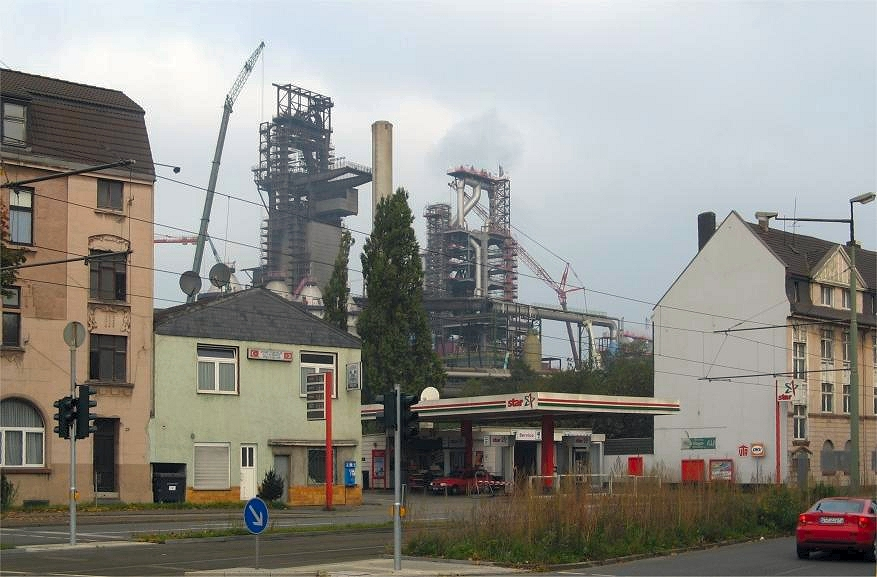
Blick auf die Hochöfen 8 und 9 im Jahre 2007

Pferdmenges wirkte auch darauf hin, dass der ehemalige Verbund der Duisburger Hütten in einem Unternehmen wiederhergestellt wurde. So übernahm die ATH 1955 die Aktienmehrheit der Niederrheinischen Hütte AG in Hochfeld, die u. a. in der Walzdraht-Produktion tätig war. Mit dieser kam auch die Westfälische Union, das Eisenwerk Steele und das Lennewerk Altena in den Verbund der ATH. 1957 wurde auch die Deutsche Edelstahlwerke AG übernommen. Es wurde, parallel mit dem Ausbau der Bruckhauser Hütte, ein rationeller Materialfluss und wieder eine tiefere Fertigungsbreite erreicht, was die Grundlage für den Aufstieg zum größten Stahlhersteller legte.
Die Bruckhauser Hütte wurde weiter ausgebaut: 1956 kam ein Kaltbandwerk hinzu, 1957 wurden weitere Thomaskonverter und das Siemens-Martin-Werk I in Betrieb genommen, die Blockbrammenstraße II fertiggestellt und ein weiterer Hochofen angeblasen. 1958 wurde schließlich zur Veredelung eine Sendzimir-Bandverzinkungsanlage in Betrieb genommen. Ebenfalls 1958 wurde das neue Tor 1 fertiggestellt. 1959 wurde schließlich der erste Großhochofen (Hochofen 10, später 8) angeblasen, mit einer Tagesleistung von knapp 2.000 t Roheisen. 1958 wurde mit dem Bau des neuen Hauptverwaltungsgebäudes durch Gerhard Weber an der Kaiser-Wilhelm-Straße begonnen, schräg gegenüber Tor 1. Dadurch sollte symbolisch das Näherrücken von Verwaltung und Produktion symbolisiert werden. Es war jedoch auch notwendig geworden, da durch das enorme Wachstum in den Wirtschaftswunderjahren mehr Bürofläche benötigt wurde. In denselben Jahren wurde auch die Kokerei, im Krieg ziemlich mitgenommen und ab 1947 wieder in Betrieb, erweitert; es wurden drei weitere Batterien gebaut, sodass man schließlich bei einer Belegschaft von 650 Mitarbeitern knapp 4.600 t Koks pro Tag erzeugen konnte.
Die Flachstahlproduktion wurde weiter ausgebaut, um der steigenden Nachfrage auch aus der prosperierenden Automobilindustrie gerecht zu werden: Nach der Stilllegung der Zeche Beeckerwerth standen zwischen Beeck und Beeckerwerth, entlang des Rheins, westlich der bisherigen Anlagen in Bruckhausen, eine riesige Fläche zur Verfügung. Die Ausbaumöglichkeiten in Bruckhausen waren begrenzt, der Stadtteil Alsum wurde, bereits im Krieg großflächig zerstört, komplett abgetragen, sodass ein weiteres Wachstum dort nicht mehr möglich war. Die Fläche in Beeckerwerth konnte zur Gründung des „Werks im Grünen“ genutzt wurden. Im neuen Werksteil Beeckerwerth wurde erstmals auch ein Stahlwerk nach dem neuen, modernen Linz-Donawitz-Verfahren errichtet. Der Bau begann 1959/60, das LD-Stahlwerk wurde 1962 in Betrieb genommen, zwei Jahre später wurde der Werksteil Beeckerwerth um eine Blockbrammenstraße, Warm- und Kaltbreitbrandstraße und 1965 um eine weitere Sendzimir-Verzinkungsanlage ergänzt. Da durch den Ausbau der Kapazitäten in Beeckerwerth auch der Roheisenbedarf stieg, wurde in Bruckhausen schließlich mit dem Bau von Hochofen 11 begonnen, der 1962 angeblasen wurde. Der Hochofen 11 (heute: Hochofen 9) ist bis heute in Betrieb und war der zweite Großhochofen der ATH, mit einer Tagesleistung von 2.100 t Roheisen. Ein weiterer Großhochofen folgte 1964 nach (Hochofen 6, später 4), der aufgrund des Anblicks über die Dieselstraße in Bruckhausen deutschlandweite Bekanntheit in den Tatort-Folgen von Götz George als Horst Schimanski erlangte. Auch die Mitarbeiterzahl wuchs stetig an: Mit 16.800 Mitarbeitern war das Werk im Duisburger Norden, bestehend nun aus den Werksteilen Bruckhausen und Beeckerwerth, im Jahre 1966 das größte Hüttenwerk Europas, eine Eigenschaft, die die Hütte bis heute beibehält. Im Rekordjahr 1964 wurden insgesamt rund 4,2 Mio. t Rohstahl erzeugt.

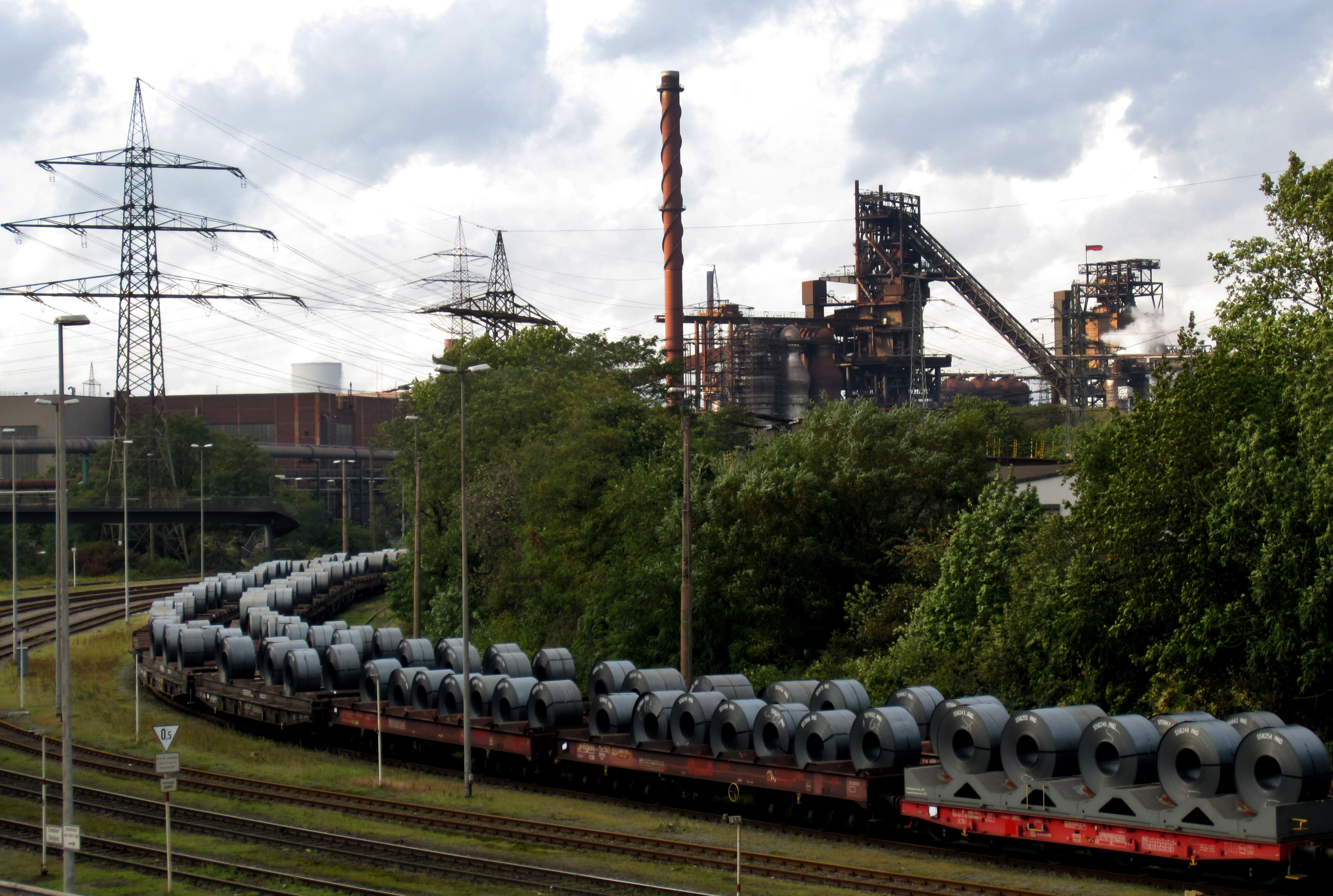
Blick auf den Hochofenbetrieb Schwelgern im Jahre 2012

Mit der Übernahme der Phoenix-Rheinrohr AG 1964 kehrte auch die Hütte Ruhrort-Meiderich und der Hüttenbetrieb Meiderich, sowie diverse weitere Werke in Düsseldorf, Mülheim a.d. Ruhr und Dinslaken in den Verbund der ATH zurück. Des Weiteren wurde 1968 die Hüttenwerk Oberhausen AG, ausgegliedert aus der GHH, von der ATH übernommen. Sie konnte so ihre Roh- und Walzstahlkapazitäten erheblich erweitern.
Die Werksanlagen im Duisburger Norden wurden weiter modernisiert. Man fasste 1967 endgültig den Beschluss, die inzwischen veralteten Thomas- und Siemens-Martin-Verfahren einzustellen, und sie komplett durch das moderne LD-Verfahren (auch Oxygenverfahren genannt) zu ersetzen. An der Stelle des Siemens-Martin-Stahlwerks wurde mit dem Bau des Oxygenstahlwerks I durch den Industriearchitekten Fritz Schupp begonnen, das schließlich 1969 in Betrieb ging und die alten Werke ersetzte. Mit 380 t Fassungsvermögen pro Konverter sind die eingesetzten LD-Konverter bis heute die weltgrößten. Ebenso wurde die alte Sinteranlage in Bruckhausen stillgelegt und mit dem Bau eines neuen am Werkshafen Schwelgern begonnen, der 1969 fertiggestellt wurde. Mit dem Beschluss, einen neuen Großhochofen mit einer Kapazität von 10.000 t Roheisen pro Tag zu bauen, wurden nun bis dahin nie dagewesene Dimensionen erreicht. Dies ermöglichte eine größere Rationalisierung des Betriebs, einen verbesserten Materialfluss und so auch Einsparung von Kosten. Deswegen konnten Hochöfen in Oberhausen, Hochfeld (Niederrheinische Hütte) und Meiderich geschlossen werden. Der Hochofen Schwelgern I (auch „Schwarzer Riese“ genannt) wurde 1973 als weltgrößter Hochofen angeblasen. Das Werk wurde somit nach Norden, Richtung Marxloh erweitert. Es besteht seither aus drei Werksteilen: Beeckerwerth, Bruckhausen und Schwelgern.